# Park Narodowy „Chibiny”
Park Narodowy „Chibiny” (ros. Национальный парк «Хибины») – park narodowy położony w obwodzie murmańskim w europejskiej części Rosji. Znajduje się na terenie rejonów: Kirowsk, Apatyty i Oleniegorsk, a jego obszar wynosi 848,04 km². Na zachód od niego znajduje się Lapoński Rezerwat Biosfery. Park został utworzony dekretem rządu Federacji Rosyjskiej z dnia 8 lutego 2018 roku.

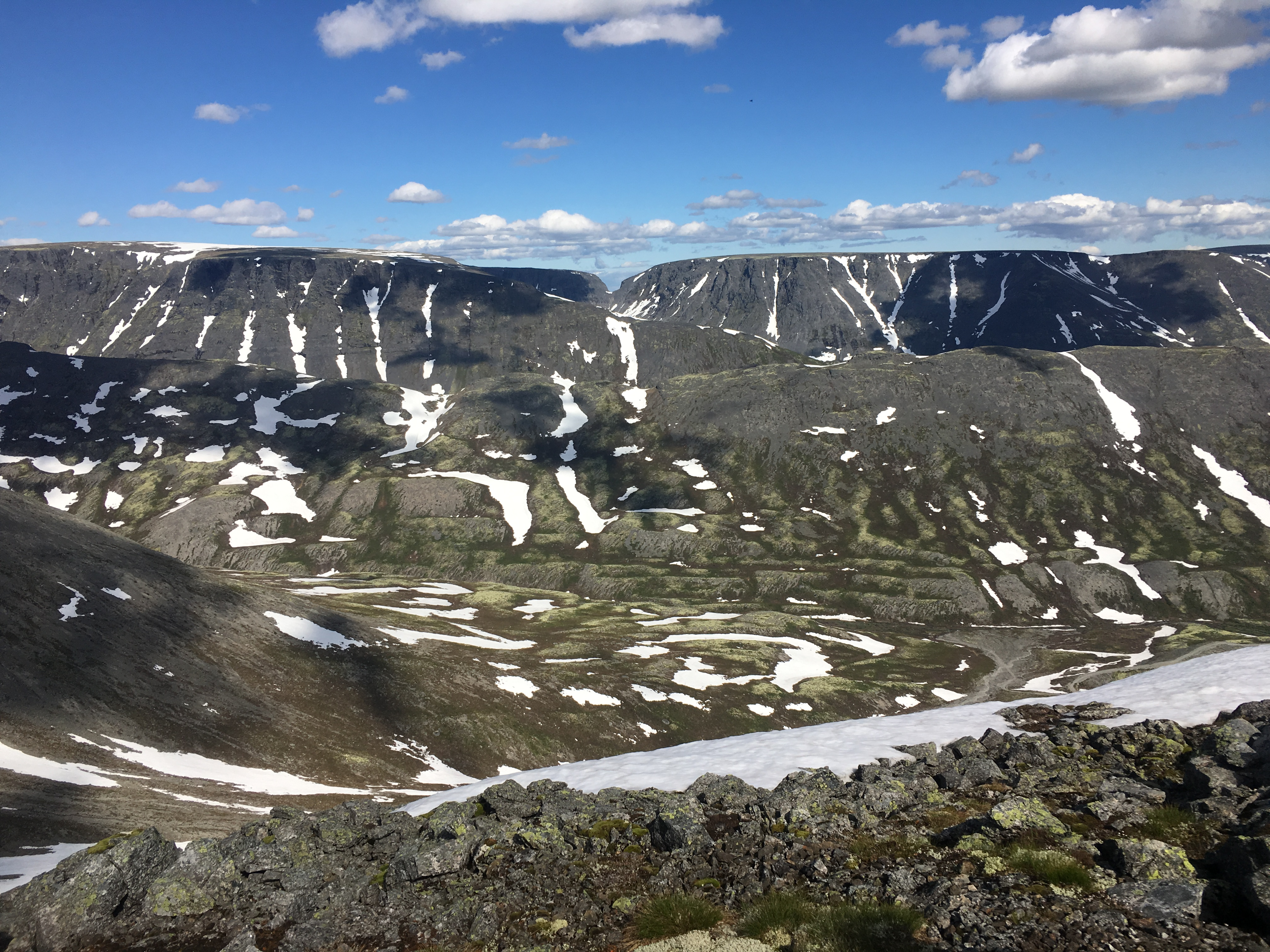

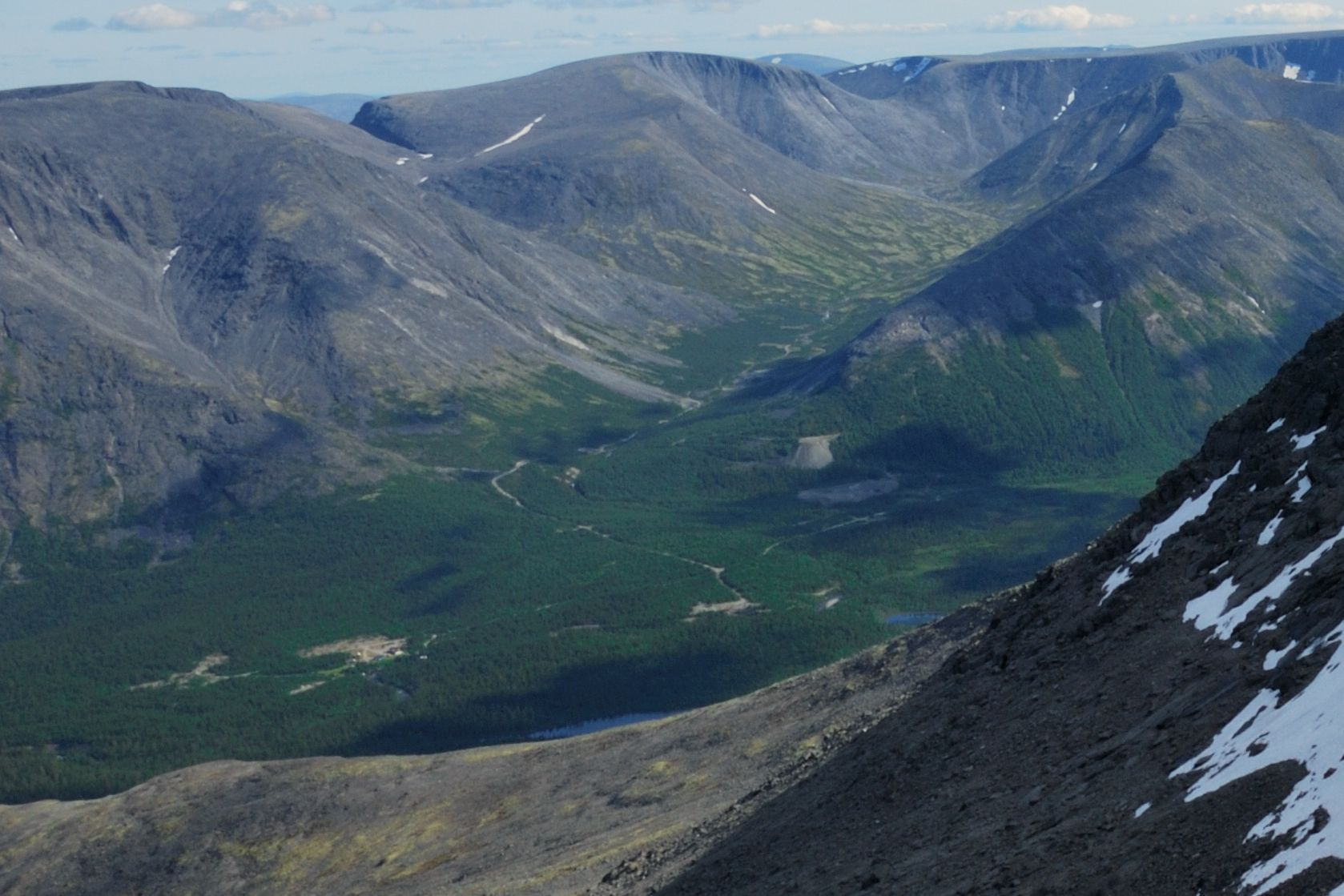

## Opis
Park obejmuje dużą część pasm górskich Chibiny i Łowoziorskije tundry na Półwyspie Kolskim. Został utworzony w celu ochrony ekosystemów górskiej tundry i północnej tajgi Półwyspu Kolskiego oraz pasma górskiego Chibiny. Park jest podzielony na dwie części: Chibiny Zachodnie i Chibiny Wschodnie.

## Klimat
Park znajduje się w strefie klimatu okołobiegunowego, subpolarnego. Średnia roczna temperatura powietrza wynosi -3 -4 °C. Stała pokrywa śnieżna powstaje zwykle w październiku i utrzymuje się na szczytach Chibin średnio przez 220 dni.

## Flora i fauna
Flora parku jest wyraźnie zróżnicowana: tajga (świerki syberyjskie i sosny syberyjskie) rozciąga się do wysokości 400–450 m n.p.m., lasy brzozowo-tundrowe do 500–600 m, tundra górska do 700–800 m. Wyżej znajduje się pustynia polarna.
Na terenie parku występuje ponad 400 gatunków roślin naczyniowych, ponad 300 mchów, około 150 wątrobowców, około 400 porostów, 27 gatunków ssaków, 123 gatunki ptaków, 2 gatunki gadów i 1 gatunek płazów.
Skład fauny tajgi i tundry górskiej nie jest taki sam. W tajdze najczęściej występują m.in. wilki szare, lisy polarne, niedźwiedzie brunatne, rosomaki tundrowe, rysie euroazjatyckie, wydry europejskie, piżmaki amerykańskie, kuny leśne. a także renifery tundrowe i łosie euroazjatyckie.
Fauna tundry górskiej jest uboga. Latem licznie występują tu tylko ptaki. Najczęstszymi ssakami są tu leming norweski, renifer tundrowy, lis polarny i wilk syberyjski.